# Maria Troncatti
Maria Troncatti, FMA (16. února 1883, Corteno Golgi – 25. srpna 1969, Sucúa) byla italská římskokatolická řeholnice, členka kongregace Dcer Panny Marie Pomocnice, působící jako misionářka v Ekvádoru. Katolická církev ji uctívá jako blahoslavenou.

## Život
Narodila se dne 16. února 1883 v italské obci Corteno Golgi. Její rodiče pracovali jako farmáři. Během svého dětství navštěvovala ve své farnosti výuku katechismu a rozhodla se stát řeholnicí.
Dne 15. října 1905 se připojila k řeholní kongregaci Dcer Panny Marie Pomocnice dne 17. října 1908 v ní v Nizza Monferrato složila své řeholní sliby. Poté žila v obci Varazze v Ligurii. Roku 1909 utrpěla vážnou infekci a později onemocněla tyfem. Během nemoci ji navštívil a požehnal generální představený salesiánů bl. Michael Rua.
Roku 1915 prošla speciálním ošetřovatelským kurzem, načež působila během první světové války jako pečovatelka a ošetřovatelka nemocných a raněných vojáků. Ve Varazze také pracovala pro Červený kříž.
Dne 9. listopadu 1922 byla poslána na misie do Ekvádoru, kde měla působit v amazonském domorodém kmenu Chívarů. Nejprve dorazila vlakem do Marseille ve Francii, načež plula několik týdnů do Panamy. V prosinci téhož roku pak dorazila do Ekvádoru. Po příchodu ke kmeni zachránila život dceři náčelníka, která byla zasažena kulkou, díky čemuž získala v kmeni rychle respekt. Po zbytek života zde sloužila jako katechetka a zdravotní sestra.
Zemřela při letecké havárii dne 25. srpna 1969 u obce Sucúa, kdy cestovala na duchovní cvičení do města Quita a malé letadlo se zřítilo krátce po startu na okraj lesa. Další dvě řeholnice, cestující spolu s ní v letadle, havárii přežily.

## Úcta
Její beatifikační proces započal dne 20. října 1986, čímž obdržela titul služebnice Boží. Dne 12. listopadu 2008 ji papež Benedikt XVI. podepsáním dekretu o jejích hrdinských ctnostech prohlásil za ctihodnou. Dne 10. května 2012 byl uznán zázrak na její přímluvu, potřebný pro její blahořečení.
Blahořečena pak byla dne 24. listopadu 2012 v Macas. Obřadu předsedal jménem papeže Františka kardinál Angelo Amato. Dne 25. listopadu 2024 byl uznán druhý zázrak na její přímluvu, potřebný pro její svatořečení. Svatořečena bude dne 19. října 2025 na Svatopetrském náměstí papežem Lvem XIV.
Její památka je připomínána 25. srpna. Bývá zobrazována v řeholním oděvu.